# Johann Julius von Hecht
Johann Julius Hecht, ab 1762 von Hecht, (* 1721 in Halberstadt; † 8. März 1792 in Hamburg) war ein preußischer Geheimrat, Gesandter und Minister am Niedersächsischen Reichskreis.

## Leben
Hecht wurde als Sohn von Philipp Reinhold von Hecht (1677–1735) geboren. Sein Vater war königlich preußischer Resident in Frankfurt am Main und Ministerresident am Oberrheinischen Reichskreis. 1729 wurde er von Kaiser Karl VI. in den Reichsadelsstand erhoben. Er heiratete eine Tochter des Kaufmanns Beck. Sie war die Mutter von Johann Julius.
Er studierte ab März 1736 an der Universität Helmstedt und wurde im Dezember 1740 Legationssekretär zunächst bei der preußischen Gesandtschaft in München am kurbayerischen Hof, später wechselte er als solcher an den kursächsischen Hof nach Dresden. Im Januar 1752 wurde er preußischer Ministerresident am Niedersächsischen Reichskreis und Postmeister in Hamburg. Anfang Juli 1752 ernannte man ihn zum königlich preußischen Geheimen Rat und Geheimen Legationsrat.
Ende August 1752 nahm er in Hamburg seine Arbeit als Resident auf und wurde auch in den freien Reichs- und Hansestädten Bremen und Lübeck akkreditiert. Während des Siebenjährigen Krieges versorgte Hecht die Hamburger Presse mit ausgiebigen Informationen und nahm damit aktiv Einfluss auf eine propreußische Stimmung. Im Mai 1762 verhandelte Hecht mit dem schwedischen Bevollmächtigten Adolf Friedrich von Olthof über einen Separatfrieden zwischen Preußen und Schweden. Beide konnten am 22. Mai 1762 in Hamburg den Friedensvertrag unterzeichnen. Für seine Verdienste wurde Hecht in den preußischen Adelsstand erhoben, das Adelsdiplom wurde bereits am 8. Mai 1762 ausgestellt.
Durch seine Heirat mit einer Hamburger Patriziertochter kam Hecht in Verkehr mit den höchsten Kreisen der Hamburger Gesellschaft und erhielt wichtige Einblicke in die Handels- und Finanzwelt. So gaben Preußische Kaufleute aus Berlin und Breslau an, Hechts Informationen seien wichtig für ihre Geschäfte. 1780, nach der ersten polnischen Teilung, beauftragte ihn König Friedrich II. von Preußen vermögende Hamburger Bürger für den Ankauf westpreußischer Ländereien zu gewinnen. 1783 erkrankte Hecht schwer. Nach über 51 Jahren in königlich preußischen Diensten starb Johann Julius von Hecht am 8. März 1792, im 71. Lebensjahr, in Hamburg. Als Erben setzte er seinen Neffen Gottfried Konrad Hecht ein.